# 和村
和村（かのうむら）は、長野県小県郡にあった村。現在の東御市海善寺・和にあたる。

## 歴史
- 1876年（明治9年）5月30日 - 東上田村、三分村、田沢村、栗林村、中曽根村及び深井村が合併して、和村が発足する。
- 1889年（明治22年）4月1日 - 町村制の施行により、海善寺村及び和村の区域をもって、和村が発足する。
- 1956年（昭和31年）9月30日 - 田中町、祢津村及び和村が合併して、東部町が発足する。

## 交通

### 道路
- 国道18号

現在は旧村域を上信越自動車道が通過するが、当時は未開通。